# Pierre Plantard
Pierre Plantard, född 18 mars 1920, död 3 februari 2000, är idag främst känd för att ha grundat det hemliga sällskapet Prieuré de Sion.[källa behövs] Sällskapet gör dock anspråk på att vara samma gnostiska orden som Order de Sion som grundades 1070 av en prins Ursus och några munkar från Kalabrien, omorganiserad 1099 av Gottfrid av Bouillon.
Plantard arbetade som tjänsteman när han tillsammans med Philippe de Chérisey under 1960-talet förfalskade de dokument[källa behövs] som skulle bevisa att Plantard var ättling till den frankiske kungen Dagobert II och därmed, påstod han, Frankrikes legitime kung. I samband med en polisundersökning 1993 erkände han dock att det hela var ett påhitt.[källa behövs]